# 神さま、お願い
『神さま、お願い』（かみさま おねがい）は、日本の作家である花房観音によるホラー小説。
単行本は、2014年10月31日にKADOKAWAより刊行された。装丁は、Kanae Sakazumeが出がけている。カバーイラストは、D[diː]による。ライターのいしいのりえは、「女の内なるドロドロとした欲望を、この作品では、神に願う、という一見純真に見える行為を通じて表現している」と評している。

## あらすじ

### 安産祈願
京都の下鴨神社の近くの住宅街の一角にある小さな神社で、明日菜は手を合わせる。その神社は、社に血を滴らせて祈ると願いが叶うといわれていた。明日菜は、敦也を兄のように慕っていたが、同い年の光美が敦也と結婚することを知ってショックを受ける。明日菜は、小さな社に血を滴らせ、「あの女に子どもができませんように」と祈る。

### 学業成就
ある日、美加子は、隣のマンションに高校時代の同級生である片山静香が住んでいることに気づく。やがて、美加子は静香と会い、静香を家に呼んで近況などを話し合う。そして、2人とも子どもに同じ小学校を受験させることになる。秋になると、美加子と静香は、北野天満宮に合格祈願をしに行く……。

### 商売繁盛
米倉睦は、京都にある料亭〈味月〉でマネージャーとして働いていた。ある日、睦は下鴨神社の近くに出す新しい店の店長に抜てきされる。そんな中、睦は〈味月〉の売り上げが下がり、従業員や客の不満も出てきている、ときく。睦は、ふと思い立ち、血を吸って願いを叶えてくれる神社へ行く……。

### 不老長寿
東京で暮らしていた優香は、父が倒れたという知らせを受けて、京都に戻り、父の世話をするようになる。やがて、京都を離れて暮らしている真美香が非難を浴びる立場になり、一方で優香が賞賛される立場になる……。

### 縁結び祈願
奈由は、高校2年の秋に、修学旅行で訪れた清水寺で、宗太郎との縁結びをお願いする。やがて受験シーズンになり、奈由と宗太郎は、京都の同じ大学を受験し、合格する。大学生になっても、奈由は、嵯峨野の野宮神社、貴船神社、鈴虫寺、下鴨神社の連理の賢木などを巡って、縁結びのお願いをする……。

### 家内安全
佐伯家では、元旦の朝に祇園の八坂神社に初詣でをするのが、恒例行事となっていた。その年も、加奈子は家族で八坂神社へ初詣でをして、家内安全を祈願した。ある日、夫の和雄が突然、会社を辞めて、自分の会社を立ち上げる、と言い出す……。

## 登場人物

### 安産祈願
明日菜（あすな）
女性。
新倉敦也（にいくら あつや）
明日菜の大学の先輩。
宮尾光美（みやお みつみ）
明日菜と同い年の女性。

### 学業成就
田宮美加子（たみや みかこ）
29歳。旧姓は藤沢。
田宮治樹（たみや はるき）
美加子の夫。
高志（たかし）
美加子の息子。
片山静香（かたやま しずか）
美加子の高校時代の同級生。
あゆみ
静香の娘。

### 商売繁盛
米倉睦（よねくら むつみ）
料亭〈味月〉のマネージャー。
伊崎丈一郎（いざき じょういちろう）
料亭〈味月〉の店長。

### 不老長寿
優香（ゆうか）
女性。
真美香（まみか）
優香の姉。

### 縁結び祈願
高市奈由（たかいち なゆ）
女性。
松田みのり（まつだ みのり）
奈由の高校の友人。
宮川宗太郎（みやがわ そうたろう）
奈由の高校のクラスメイト。
真壁あや（まかべ あや）
奈由の大学のクラスメイト。

### 家内安全
佐伯加奈子（さえき かなこ）
55歳。
弓彦（ゆみひこ）
加奈子の息子。
和雄（かずお）
加奈子の夫。

## 収録作品
| タイトル   | 初出                          | 備考                                                     |
| ---------- | ----------------------------- | -------------------------------------------------------- |
| 安産祈願   | 『小説 野性時代』2013年9月号  | 「神様、お願い――あの女の望みを叶えないでください」を改題 |
| 学業成就   | 『小説 野性時代』2014年3月号  | 「あなたの未来のために、ママは」を改題                   |
| 商売繁盛   | 書き下ろし                    |                                                          |
| 不老長寿   | 『小説 野性時代』2013年12月号 | 「お父さん、いつまでも長生きしてね」を改題               |
| 縁結び祈願 | 『小説 野性時代』2014年5月号  | 「あの人と素敵な御縁を結んでください」を改題             |
| 家内安全   | 書き下ろし                    |                                                          |